# Nkam (Département)
Nkam ist ein Département der Region Littoral in Kamerun.
Auf einer Fläche von 6291 km² leben nach der Volkszählung 2001 66.979 Einwohner. Die Hauptstadt ist Yabassi.

## Gemeinden
- Ndobian
- Nkondjock
- Yabassi
- Yingui